# پرنوتنو
پرنوتنو (به انگلیسی: Perranuthnoe) یک روستا و محله مدنی در بریتانیا است که در کورنوال واقع شده‌است.